# شموئيل أيزنشتات

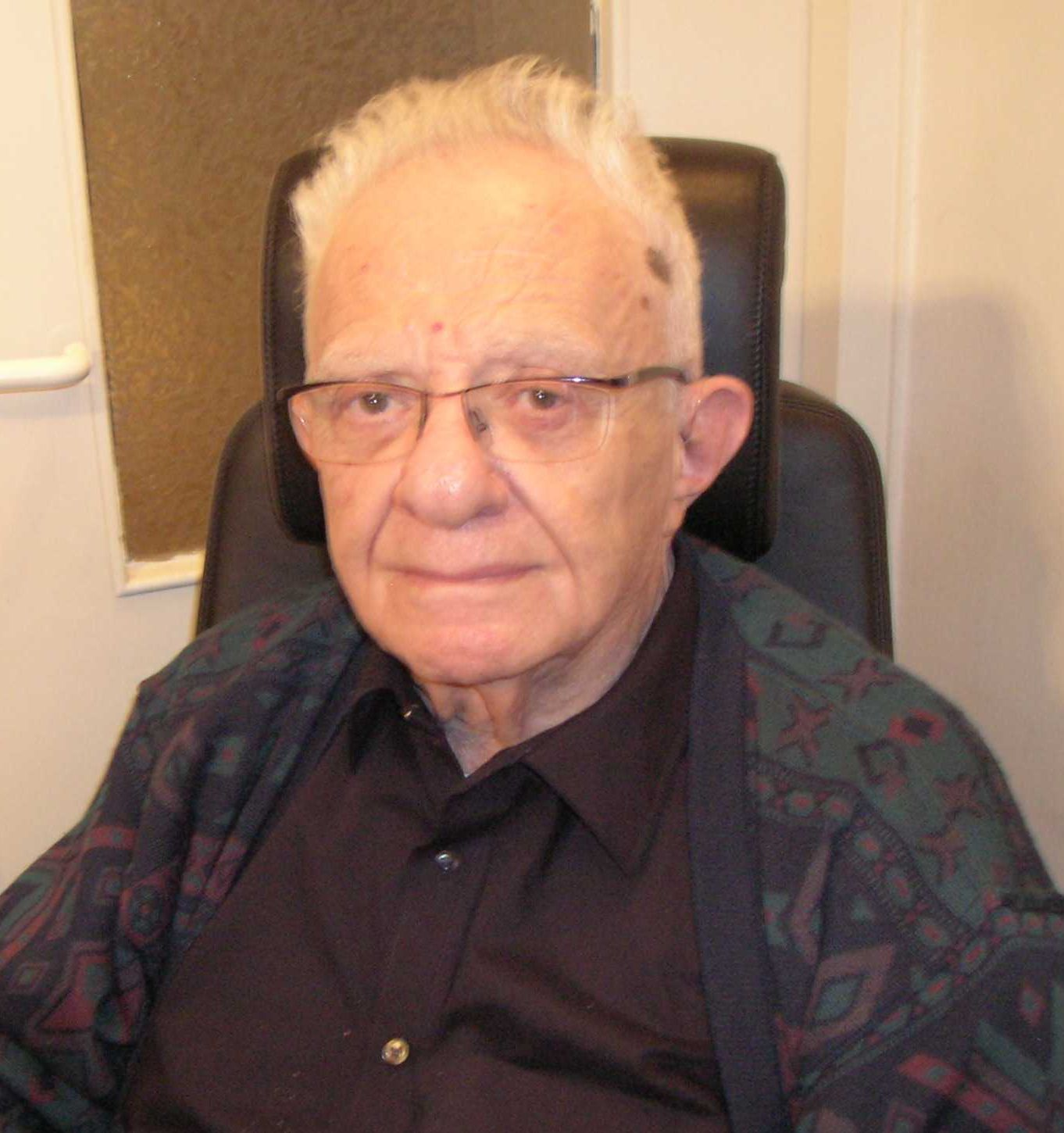
أيزنشتات (مارس 2008)

شموئيل نوح أيزنشتات (العبرية : שמואל נח אייזנשטדט،‎ سبتمبر 1923، وارسو – 2 سبتمبر 2010، القدس) عالم اجتماع اسرائيلي. تم تعيينه في عام 1959 في منصب مدرس في قسم علم الاجتماع في الجامعة العبرية في القدس، ومن عام 1990 حتى وفاته في سبتمبر 2010 كان أستاذًا فخريًا. حصل على عدد لا يحصى من درجات الأستاذية في جامعة شيكاغو وجامعة هارفارد وجامعة زيورخ وجامعة فيينا وجامعة برن وستانفورد وجامعة هايدلبرغ وغيرها، كما حصل على عدد من الجوائز، بما في ذلك جائزة بالزان وجائزة ماكس بلانك للأبحاث. وجائزة هولبرج عام 2006. كان أيزنشتات عضوًا في العديد من الأكاديميات مثل الأكاديمية الأمريكية للفنون والعلوم ومجلس التحرير الاستشاري لمجلة التطور الاجتماعي والتاريخ. كانت ابنته إيريت مئير عالمة مرموقة في لغة الإشارة الإسرائيلية.